# Coventry (Vermont)
Coventry es un pueblo ubicado en el condado de Orleans en el estado estadounidense de Vermont. En el año 2010 tenía una población de 1,023 habitantes y una densidad poblacional de 14 personas por km².
Coventry se encuentra ubicado en las coordenadas 44°52′54″N 72°13′13″O / 44.88167, -72.22028.

## Demografía
Según la Oficina del Censo en 2000 los ingresos medios por hogar en la localidad eran de $33,487 y los ingresos medios por familia eran $37,500. Los hombres tenían unos ingresos medios de $26,528 frente a los $18,250 para las mujeres. La renta per cápita para la localidad era de $13,788. Alrededor del 17.2% de la población estaban por debajo del umbral de pobreza.